# Пінцоло
Пінцоло (італ. Pinzolo) — муніципалітет в Італії, у регіоні Трентіно-Альто-Адідже,  провінція Тренто.
Пінцоло розташоване на відстані близько 500 км на північ від Рима, 30 км на захід від Тренто.
Населення — 3120 осіб (2014).
Щорічний фестиваль відбувається 10 серпня. Покровитель — Святий Лаврентій.

## Демографія
Населення за роками:

Станом на 1 січня 2023 року в муніципалітеті офіційно проживало 159 іноземців з 28 країн, серед них 91 громадянин країн Євросоюзу та 5 громадян України.

## Сусідні муніципалітети
- Кадерцоне
- Каризоло
- Коммеццадура
- Дімаро-Фольгарида
- Джустіно
- Меццана
- Оссана
- Пелліццано
- Тре-Вілле
- Стеніко